# Lock Tender's House and Inn
La Lock Tender's House and Inn est une maison éclusière située au bord de l'Ohio and Erie Canal dans le comté de Cuyahoga, dans l'Ohio, aux États-Unis. Protégée au sein du parc national de Cuyahoga Valley, elle est inscrite au Registre national des lieux historiques depuis le 11 décembre 1979.